# Isotoma propinqua
Isotoma propinqua är en urinsektsart som beskrevs av Axelson 1902. Isotoma propinqua ingår i släktet Isotoma och familjen Isotomidae. Inga underarter finns listade i Catalogue of Life.